# コスモス (テレビ番組)
コスモス (COSMOS) は天文学者のカール・セーガンが監修し、1980年にアメリカで初放送されたテレビドキュメンタリー。

## 概要
1978年から1979年にかけて、PBSの米国カリフォルニア州のKCETが制作幹事社となり、イギリスBBCと西ドイツのポリテール・インターナショナル、日本の朝日放送の協力により、20億円が投じられて制作された。
セーガン自らが番組の進行を担当した。日本における1980年放映時の表記はコスモス（宇宙）。
コスモスは空前の視覚効果を伴った世界初の宇宙に関する超大型ドキュメンタリー番組であり、世界中60カ国以上に配信され、大きな話題をさらった。1981年、エミー賞の部門賞を受賞。放映依頼、再放送やビデオ、DVDの販売もされており、セーガンが他界した1997年までにその視聴者数はのべ5億人と謳われ、The Science Channelによると、現在は6億人に達している。
なお、このテレビ番組と並行してセーガン著の書籍「COSMOS」が発刊されている。書籍は、1981年に、ヒューゴー賞ノンフィクション部門を受賞した。

## 放送リスト
全13回
| #  | 日本版タイトル 原題                                            | オリジナル放送日 |
| -- | -------------------------------------------------------------- | ---------------- |
| 1  | 宇宙の浜辺で-150億光年への出発- The Shores of the Cosmic Ocean | 1980年9月28日    |
| 2  | 宇宙の音楽 One Voice in the Cosmic Fugue                       | 1980年10月5日    |
| 3  | 宇宙の調和 Harmony of the Worlds                               | 1980年10月12日   |
| 4  | 天国と地獄 Heaven and Hell                                     | 1980年10月19日   |
| 5  | 赤い星の神秘 Blues for a Red Planet                            | 1980年10月26日   |
| 6  | 旅人の物語 Travellers Tales                                    | 1980年11月2日    |
| 7  | 天のかがり火 The Backbone of Night                             | 1980年11月9日    |
| 8  | 時間と空間の旅 Journeys in Space and Time                      | 1980年11月16日   |
| 9  | 星の誕生と死 The Lives of The Stars                            | 1980年11月23日   |
| 10 | 宇宙の地平線 The Edge of Forever                               | 1980年11月30日   |
| 11 | 未来への手紙 The Persistence of Memory                         | 1980年12月7日    |
| 12 | 宇宙人からの電報 Encyclopedia Galactica                        | 1980年12月14日   |
| 13 | 地球の運命 Who Speaks for Earth?                               | 1980年12月21日   |

## 日本での番組放映
1980年に米国PBSネットワークにて放映された後、日本では、朝日放送創立30周年記念番組として1980年11月3日-12日にかけて午後10時・11時台に放映された。日本放映時のセーガンの吹替えは横内正が行った。日本語版制作は朝日放送と東北新社。提供は日本IBMであった。
この放映は同年秋から冬にかけて放映されたニューヨークよりも早い。同年9月にはセーガン自身も来日し、社会現象となった。
平均視聴率は、関東が8.5%、関西が14.5%と通常よりも高い視聴率だった。放送評論家の志賀信夫は『NHK特集 シルクロード』などとともに1980年のテレビ界の収穫に挙げている。
番組の企画段階から日本での放映企画は持ち込まれていた。番組の中でヘイケガニのエピソードが含まれているのは、番組企画の段階で日本ロケを行うことが決まっていたからである。
関連するイベントとして、朝日講堂でコスモス・シンポジウム、池袋のサンシャインプラネタリウムでヤング宇宙セミナーが開催された。池袋の西武百貨店でも展示会が行われた。
日本においては、翌1981年3月から4月上旬（春休み期間中）にかけて、児童でも視聴できるようにとの配慮で午後3時・4時台に全13話が再放送され、その最終日には「コスモスQ&A-君たちは宇宙に何を見たか」と題した視聴者の質問葉書に答える1時間の特別番組も放映された。（この時期はスペースシャトルの最初のミッション「STS-1」が行われ、宇宙への関心が高まっていた。また、コスモス再放送の終了後、テレビ朝日は同じ時間帯で特撮ドラマ『スペース1999』、続いて『スタートレック』を放送した）
2014年7月中旬より、専門チャンネル「BSスカパー」にて全13回を同一週内3日間（日曜、月曜、土曜）に分けて再放送された。第1回放送の冒頭に、コスモス・スタジオのCEO アン・ドルーヤン (カール・セーガンの3番目の妻) による、番組制作当時の世界情勢やそれ以降の科学の進歩等に触れた2分間の番組紹介が追加挿入された。

### 日本版書籍
朝日新聞社から1980年にセーガン執筆の同名書が上下巻で1400円で発売。発売前に『朝日新聞』で9月2日から抄訳版が36回連載された。1982年時点で上巻が39万部、下巻が33万部の販売を記録した。1984年には朝日文庫で文庫本化。朝日新聞社版は、100万部近い売上げを記録してセーガンを驚かせた。
1982年に科学雑誌『オムニ』日本語版を発売する予定だった旺文社も興味を示し、学年誌で宣伝を行った上でピクチャーブック版が全4巻で刊行し10刷を記録した。当初は13巻の予定だったという。
番組中でのプレゼント告知では、朝日新聞版に13万通、旺文社版に6万5千通の応募が集まった。
- 『コスモス（上）』 ISBN 4-02-260269-4
- 『コスモス（下）』 ISBN 4-02-260270-8
- 『コスモス（全4巻特製版セット)』 ISBN 4-01-059230-3

## コスモス・スペシャル
1986年秋には、米国のケーブルテレビ系列で、1980年オリジナル・シリーズの約30%を最新情報に差し替えた「COSMOS a special edition」が放映され、それを受けて日本語吹替版（吹替えは同じく横内正）の「コスモス・スペシャル」が翌1987年8月24日から27日にかけて、1980年のときと同じく朝日放送系列で放映された。ただし、この新シリーズは短縮編集された形となっており、米国では各話45分・全6話、日本では全5話・5時間30分（CMを含めた時間。第1話が90分枠で残りが60分枠のため実質的な合計時間は米国と同じ）の番組として放映された。1987年日本語版・全5話のサブタイトルは次のとおり。
1. 宇宙の地平線から … 8月24日19:30（90分枠）
2. 星の子供たち① … 8月24日23:30
3. 星の子供たち② … 8月25日23:30
4. 宇宙からのメッセージ(1) … 8月26日23:30
5. 宇宙からのメッセージ(2) … 8月27日23:30

## ビデオ・DVD等
1980年のオリジナル・シリーズでは、米国・日本とも全13話をそのまま1巻ずつ収録して全13巻の形で、β方式のビデオとして発売された。1989年に米国で発売されたVHSビデオには、1986年の「コスモス・スペシャル」の映像から一部を採用して各場面を差し替えたり、一部の話の最終シーンのあとにセーガンによる数分の最新情報説明映像「COSMOS update」を追加収録し、さらに「A Dialogue SAGAN - TURNER A Conversation with Carl Sagan and Ted Turner」という、テッド・ターナーとのトーク番組を別巻として収録したため全14巻となった。ただし、この別巻は1996年に再発売された同国版VHSでは割愛され元の全13巻に戻っている。この1989年以降のVHSでは、米国版のように各話正味60分収録のものと、日本版（吹替でなく字幕）のように各話正味50分収録のものがあり、収録内容に若干の違いがある。これは、50分版が各話10分ずつ削ったという単純なものではなく、日本版第12巻33:40あたり-36:40あたりのように60分版で採用されず50分版VHSでしか見られないシーンなどもある。なお、1989年の米国版にはレーザーディスク (LD) もあったが、こちらは各話正味47分収録となっている。
2000年12月、7か国語（仏・伊・独・西・中（簡体）・日・英）の翻訳字幕が用意され、当時としては画期的なリージョン0のDVDが販売された。その際、過去のβ・VHSビデオではCGであった画像が、ハッブル宇宙望遠鏡から捉えられた画像に差し替えられた。すでにセーガンの没後のDVD作製であり、セーガンに捧げられた作品という位置づけである。

## リブート版
詳細は『コスモス:時空と宇宙』(2014）および『コスモス:いくつもの世界』(2020)を参照。